# Hülben
Hülben är en kommun (tyska Gemeinde) i Landkreis Reutlingen i delstaten Baden-Württemberg i Tyskland. Folkmängden uppgår till cirka 3 200 invånare, på en yta av 6,41 kvadratkilometer.
Kommunen ingår i kommunalförbundet Bad Urach tillsammans med staden Bad Urach och kommunerna Grabenstetten och Römerstein.

## Befolkningsutveckling
| Befolkningsutvecklingen i Hülben 1975–2015 | Befolkningsutvecklingen i Hülben 1975–2015 | Befolkningsutvecklingen i Hülben 1975–2015 | Befolkningsutvecklingen i Hülben 1975–2015 | Befolkningsutvecklingen i Hülben 1975–2015 |
| ------------------------------------------ | ------------------------------------------ | ------------------------------------------ | ------------------------------------------ | ------------------------------------------ |
|                                            |                                            |                                            |                                            |                                            |
| År                                         |                                            |                                            | Folkmängd                                  | Areal (ha)                                 |
| 1975                                       | 1975                                       |                                            | 2 635                                      | 640                                        |
| 1980                                       | 1980                                       |                                            | 2 587                                      |                                            |
| 1985                                       | 1985                                       |                                            | 2 481                                      |                                            |
| 1990                                       | 1990                                       |                                            | 2 749                                      |                                            |
| 1995                                       | 1995                                       |                                            | 2 893                                      |                                            |
| 2000                                       | 2000                                       |                                            | 2 936                                      |                                            |
| 2005                                       | 2005                                       |                                            | 2 885                                      |                                            |
| 2010                                       | 2010                                       |                                            | 2 826                                      |                                            |
| 2015                                       | 2015                                       |                                            | 2 863                                      |                                            |
|                                            |                                            |                                            |                                            |                                            |